# 小皺蝽
小皺蝽（学名：Cyclopelta parva），又名小皺椿象，为兜蝽科皺蝽屬下的一种椿象。